# 何绍南
何绍南（1895年—1954年），别号清明，江苏武进人，生于北平:45，国军高级将领，陆军中将。

## 生平
东三省陆军小学、北平陆军第一预备学校、保定陆军军官学校第五期炮兵毕业。1928年起，历任第三集团军第十六军中将军长兼第二十四师师长、汉平路北段护路司令兼第六师中将副师长及第二十五旅旅长。1931年起，任陆海空军总司令部参议、军事委员会中将参议。1936年3月，特派为？委员会委员。1937年4月10日，行政院派任陕西省第二区行政督察专员兼区保安司令，并兼绥德县县长。他在县长任内以反共著名，长期对陕甘宁边区的中共势力进行剿灭活动:45。1947年4月至1948年10月，擔任四川省自贡市市長。
中华人民共和国建国后，何绍南潜居于天津郊区农民家中，经人告发被逮捕。1954年，被执行死刑。